# Margrethe Munthe
Margrethe Aabel Munthe (født 27. maj 1860 i Elverum, død 20. januar 1931) var en norsk forfatter og lærer.

## Biografi
Margrethe Munthe var det 9. barn i en stor søskendeflok. En af hendes brødre var maleren og tegneren Gerhard Munthe. Faren, distriktslæge Christian Pavels Munthe, havde i alt født 13 børn. Margrethes mor, Christine Margrethe Munthe var født Aabel, og Margrethe var kusine til Hauk Aabel.
Doktor Munthe købte en husmandsgård i Elverum som han døbte Alfheim, og som blev Margrethes og hendes søskendes barndomshjem. I dag hedder dette sted Munthegaarden. Familien Munthes husjomfru hed Laura Katrine Bjølstad, og blev senere mor til maleren Edvard Munch. Jomfru Bjølstad traf sin mand, doktor Munthe, på Alfheim.
Margrethe Munthe var ugift, og forsøgte sig som lærerinde på Bolteløkken skole i Oslo som dengang hed Kristiania. I 1920 gik Munthe på pension, og boede derefter i flere år i Italien. Hendes oversættelse af Pinocchio direkte fra italiensk må antagelig ses i sammenhæng med dette udlandsophold.

## Forfatter og oversætter
Munthe udgav eventyrkomedier for børn og flere forskellige børnesange, fx Kom, skal vi synge 1 – 3 (1905−1907), Saa leker vi litt! (1911) og Sanger om dyrene (1916). I dag huskes hun bedst som forfatter af moralistiske viser som Da klokka klang eller Lua av (med åbningsstroferne Nei, nei, gutt – dette må bli slutt! Ikke storme inn i stuen uten å ta av deg luen), men hun stod også bag andre klassiske børnesange som for eksempel Å jeg vet en seter, Vi har en tulle, Hurra for deg som fyller ditt år! og På låven sitter nissen (på dansk: På loftet sidder nissen med sin julegrød). Å jeg vet en seter blev skrevet på Anestølen i Sogndal.
Mange af Munthes sange er blevet trykt i Nordahl Rolfsens Lesebok for Folkeskolen, som fra førsteudgivelsen i 1892 og frem til 1950'erne blev lavet i et stort antal oplag. Dette opslagsværk bidrog nok stærkt til, at flere generationer af norske skolebørn blev kendt med Munthes sange.
Hun har også skrevet en norsk tekst til sangen "Vårvindar Friska", der kom til at hedde "17. mai er jeg så gla i", og som synges 17.maj.

## Bøger
- Kom, skal vi synge. Børnesange til hjem og skole, 1905.
- Kom, skal vi synge. 2. samling, 1907.
- Saa leker vi litt. Sang- og gymnastiklege, 1911.
- Aase fiskerpike. Eventyrkomedie med sange til norske folkemelodier (illustreret af A. Bloch), 1912.
- Nu synger vi om dyrene vore, 1916. 3. oplag 1948.
- Askepot og Den nysgjerrige kone. Barnekomedier (illustreret af Per Aabel), 1917.
- Kom, skal vi synge. 3. samling, 1918.
- Prinsessen og det halve rike. Børnekomedie, 1923.
- Kom skal vi synge, samlet udgivelse (illustreret af O. Engebrigtsen), 1946. 22. oplag 2002.
- Bukke nikke neie, jubilæumsudgivelse (illustreret af Eli Hovdenak), 2010.